# El Paso del Noroeste (pintura)
El Paso del Noroeste es una pintura de 1874 de John Everett Millais. Representa a un marinero anciano sentado en un escritorio, con su hija sentada en un taburete a su lado. Él mira fijamente al espectador, mientras ella lee de un libro de registro. Sobre el escritorio hay un gran mapa que muestra pasajes complejos entre islas cartografiadas de forma incompleta.
Millais exhibió el cuadro con el subtítulo "Podría hacerse e Inglaterra debería hacerlo", una línea que se imagina pronunciada por el anciano marinero. El título y el subtítulo se refieren al fracaso repetido de las expediciones británicas para encontrar el Paso del Noroeste, un paso navegable alrededor del norte del continente americano. Estas expediciones "se convirtieron en sinónimo de fracaso, adversidad y muerte, con hombres y barcos luchando contra viento y marea en un desierto helado".

## Fondo
La búsqueda del paso del noroeste se había emprendido repetidamente desde los viajes de Henry Hudson a principios del siglo XVII. El intento más significativo fue la expedición de 1845 dirigida por John Franklin, que había desaparecido, aparentemente sin dejar rastro. Expediciones posteriores encontraron evidencia de que los dos barcos de Franklin habían quedado atrapados en el hielo y que las tripulaciones habían muerto a lo largo de varios años por diversas causas, mientras intentaban sin éxito escapar en pequeños grupos a través del hielo. Esas expediciones posteriores tampoco pudieron navegar una ruta entre Canadá y el Ártico y Millais tuvo la idea de la pintura cuando se estaba preparando una nueva expedición para explorar el paso, la Expedición Ártica Británica dirigida por George Nares.

## Creación
Millais estaba interesado en utilizar a Edward Trelawny como modelo para la figura de su viejo marinero. Lo había conocido en el funeral de su amigo común John Leech. La esposa de Millais, Effie Gray, convenció a Trelawny de que posara para la pintura aceptando asistir a un baño turco que estaba promocionando en ese momento. La figura femenina era una modelo profesional, la Sra. Ellis, que luego se utilizó en otra pintura, Stitch, Stitch, Stitch (1876). El lado derecho de la pintura representaba originalmente a dos de los nietos del marinero, para los que modelaron John y Alice Millais, dos de los propios hijos del pintor. Se les mostraba mirando un globo terráqueo. Pero después de que Millais completó la pintura, se sintió descontento con las figuras de los niños, pensando que distraían la atención de la figura principal. Repintó esta sección de la obra y los reemplazó con una pantalla, sobre la cual cuelgan banderas navales británicas.
El mapa representado en la pintura es de la costa norte de Canadá, tal como se cartografió durante las expediciones de Robert McClure de 1848-1853. Fue diseñado por Edward Augustus Inglefield e impreso en 1854. Millais probablemente tenía la intención de sugerir que el anciano era un veterano de una de las expediciones de McClure. La pintura en la pared del fondo que representa un barco atrapado en el hielo (parcialmente oculto por la bandera) se parece a las imágenes del barco HMS Investigator de McClure, que fue abandonado por este y su tripulación en 1853 después de tres años atrapado.
Cuando vio la pintura en la exhibición de la Royal Academy, Trelawny, que era abstemio, se indignó por el hecho de que Millais había incluido sobre la mesita un vaso de grog y un limón. Según el hijo de Millais, John Guille Millais, se quejó con sus amigos en el Albany Club de que "ese compañero Millais me ha pasado a la posteridad con un vaso de ron y agua en una mano y un limón en la otra". Sin embargo, finalmente decidió que la esposa escocesa de Millais, Effie, probablemente tenía la culpa porque "los escoceses son una nación de borrachuzos".

## Exposición y procedencia
La pintura se mostró por primera vez en la Real Academia de Arte en 1874, donde fue muy elogiada por los críticos de arte de la época. Luego se mostró en la Exposición Internacional de París en 1876. La pintura fue adquirida por Henry Bolckow de Marton Hall, Middlesbrough por 4.930 libras, de cuyo patrimonio fue comprada más tarde por Henry Tate en 1888, quien posteriormente la donó a la Galería Nacional de Arte Británico que había fundado, más tarde nombrada en su honor como Galería Tate. Cuando Tate compró la pintura por 4.000 guineas, aparentemente hubo una "gran alegría" porque significaba que formaría parte de la colección nacional que Tate estaba planeando.

## Influencia

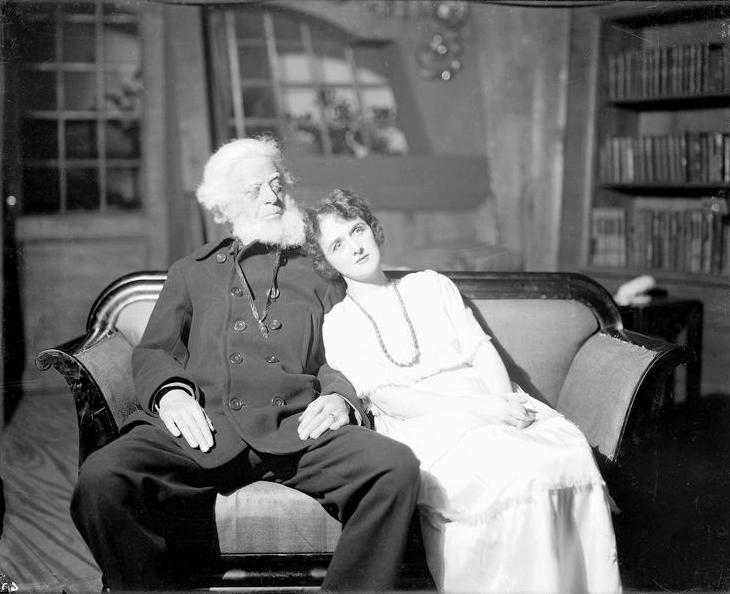
Albert Perry como Shotover y Elizabeth Risdon como Ellie Dunn en la producción teatral original de 1920 de Heartbreak House.

La pintura tuvo un gran éxito en su momento y una amplia circulación en grabados. El hijo de Millais dijo que una vez vio una reproducción en "la choza de un pastor hotentote" en Sudáfrica. Junto con la pintura anterior de Millais, La niñez de Raleigh, llegó a simbolizar la autoimagen de la Gran Bretaña decimonónica como una nación de exploradores heroicos. Millais recibió una carta del explorador Sir George Nares en la que decía que la pintura había tenido un efecto poderoso en el espíritu de la nación. 
La pintura fue rápidamente referenciada en caricaturas. En octubre de 1874, Punch publicó un pastiche de John Tenniel que retrataba a Disraeli como el viejo marinero y a Britania en el papel de su hija. Una caricatura de 1915 de Joseph Morewood Staniforth titulada "El paso de los Dardanelos" tenía el subtítulo "podría hacerse e Inglaterra y Francia pueden hacerlo", en referencia a la campaña de Galípoli, que entonces apenas comenzaba. John Bull y Marianne reemplazaron al viejo marinero y su hija.
George Bernard Shaw se inspiró en esta escena lúgubre de fracaso y frustración cuando llegó a escribir su obra Heartbreak House, que enfatiza el patetismo y la impotencia de sus personajes. La relación entre los personajes principales, el capitán Shotover y Ellie Dunn, se basó en las figuras de la pintura, y una escena reproduce parcialmente la composición. En su última obra completa, Shakes versus Shav, Shaw representa la misma escena imitando la pintura de Millais.